# Oblation (Kloster)

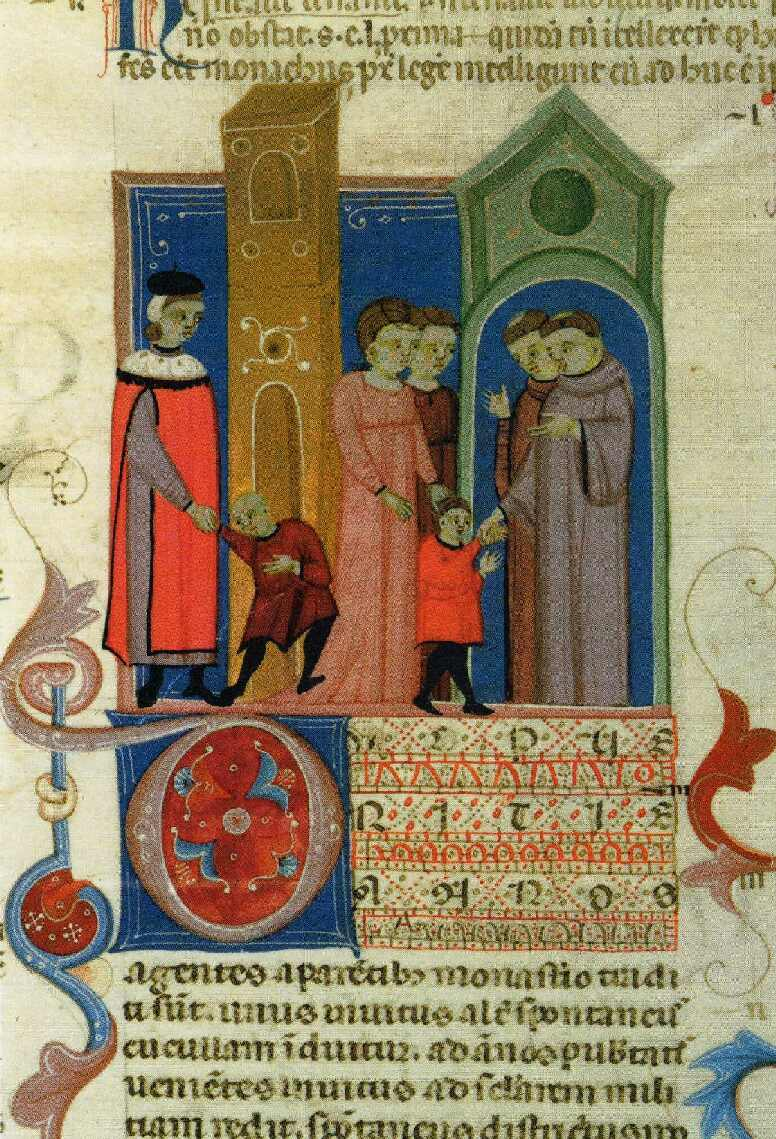
Oblation (unbekannter Bologneser Maler, 14. Jahrhundert). In: Decretum Gratiani, Causa XX. UB Leipzig, Rep. II 9b (CCXLIII), fol. 200v

Oblation war seit der Spätantike, besonders aber vom frühen bis ins hohe Mittelalter ein öffentlichrechtlich anerkannter Rechtsakt des Kirchenrechts, der den Klostereintritt eines Kindes und dessen unwiderrufliche Bestimmung zum Klosterleben auf Lebenszeit durch dessen Darbringung seitens der Eltern oder Vormünder herbeiführte.
In der Spätantike entstanden verschiedene soziale Institutionalisierungen lang dauernder Trennung der Kinder von ihren Eltern, darunter das Oblatenwesen (oblatio). Jungen und auch Mädchen wurden dabei von den Eltern meist im Alter von sieben Jahren in ein Kloster gegeben, wo sie aufwuchsen, um Mönch oder Nonne zu werden. Etwa vorhandenes Vermögen des Kindes musste vorher rechtsförmig abgetreten werden, in den meisten Fällen fiel es jedoch dem Kloster zu. Die Aussicht auf weiteres Erbe wurde von den Eltern stellvertretend für das Kind durch eine Verzichtserklärung im Rahmen der Petitio und durch das Übergaberitual rechtsverbindlich zunichtegemacht. „Mit der Petitio wird jede Hoffnung des Kandidaten auf spätere Besitzverfügung (zu seinen Gunsten) genommen. Sind darüber hinaus weitere Schenkungen an das Kloster vorgesehen, bedarf es selbständiger, urkundlich verbriefter Rechtsakte. Dabei besteht für die Eltern [...] die Möglichkeit, sich eine Nutzung auf Zeit (usus fructus) an der Schenkung zu reservieren.“ Während Basilius der Große noch die endgültige Entscheidung dem zur Mündigkeit gelangten puer oblatus zugestand, sah die Regula Benedicti aus der ersten Hälfte des 6. Jahrhunderts in Kapitel 59, 63 keine Möglichkeit eines Rücktritts von der elterlichen Verfügung mehr vor.:17 ff.:228 ff. Sie erlaubte es Eltern aller Schichten, ihre Kinder beliebigen Alters in ein Kloster zu geben.:17 Die lateinische Bezeichnung dieses Vorgangs beschreibt den Akt als Opferung des Kindes an Gott.:298 Das 4. Konzil von Toledo von 633 folgte dieser Regelung, indem es den Eintritt ins Kloster entweder durch die Weihe seitens des Vaters oder durch die Profess vorsah. Trotzdem blieb die Oblation kirchenrechtlich umstritten. So war Gottschalk von Orbais mit seiner Anfechtungsklage gegen seine Oblation an das Kloster Fulda auf der Synode von Mainz (829) zunächst erfolgreich. Für die Unabänderlichkeit der elterlichen Entscheidung trat dagegen sein Abt Hrabanus Maurus in den Prozessen gegen ihn energisch ein und begründete seine Meinung im Liber de oblatione puerorum ausführlich. Im weiteren Verlauf der Auseinandersetzung scheint Hraban sich mit seiner Position durchgesetzt zu haben. Jedenfalls erscheint Gottschalk später als Mönch in Corbie und Orbais. Im 12. Jahrhundert entscheidet dann Gratian im Decretum Gratiani von ca. 1140 (Secunda pars, causa 20, quaestio I, c. I–X) unter Berufung auf Papst Gregor I., Isidor von Sevilla, das Paenitentiale Theodori, das 4. Konzil von Toledo und die Synode von Trebur (von 895) zwar zugunsten der Verbindlichkeit der elterlichen Entscheidung, führt in c. IX und X jedoch auch abweichende Entscheidungen der von Papst Eugen II. durchgeführten Synode von Rom (826) und des Papstes Marcellus I. (308–309) an. Die Reformorden des Hochmittelalters wandten sich von der Praxis der Oblation ab, doch im Benediktinerorden wurde sie noch bis ins Spätmittelalter gepflegt. Die Übergabe galt kirchenrechtlich bis ins späte 12. Jahrhundert im Allgemeinen als unwiderruflich.
Die übergebenden Väter gelobten nach einer Formel aus dem 9. Jahrhundert:

„Und damit diese Übergabe unerschütterlich bleibe, verspreche ich unter Eid vor Gott und seinen Engeln, daß ich ihn [das Kind] niemals weder selbst noch durch eine Mittelsperson noch auf irgendeine Weise durch mein Vermögen irgendeine Gelegenheit zum Austritt geben werde.“

Sollte das Kind später dagegen verstoßen, drohte die Exkommunikation, wie im 4. Konzil von Toledo, canon 48, im Jahr 633 festgelegt. Eine Oblation wurde rigoros durchgesetzt, auch wenn Betroffene als Erwachsene das Kloster verlassen wollten und gegen den ihnen von ihren Eltern auferlegten Zwang Rechtsmittel einlegten, wie im Falle des Gottschalk von Orbais.:245 ff. Die Oblation wurde von den Eltern auch dafür genutzt, missgestaltete Kinder und „überzählige“ Töchter loszuwerden.:303:299 Oblationen wurden in der zweiten Hälfte des Mittelalters allerdings seltener.:317 Das Konzil von Trient (1545–1563) unterband die Oblation von Kindern und schrieb für die verbindliche Profess ein Mindestalter von 16 Jahren vor (Session XXV c. 15).

## Beispiele
Personen, die durch Oblation ins Kloster kamen:
- Beda Venerabilis (672/673–735)
- Sturmi von Fulda (nach 700–779)
- Eigil von Fulda (ca. 750–822)
- Hrabanus Maurus (ca. 780–856)
- Gottschalk von Orbais (ca. 803–869)
- Walahfried Strabo (um 808–849)
- Notker I. von St. Gallen (ca. 840–912)
- Ratpert von St. Gallen (um 855–911)
- Hermann der Lahme von der Reichenau (1013–1054)
- Hildegard von Bingen (1098–1179)
- Thomas von Aquin (1224/25–1274): Oblate in der Benediktinerabtei Monte cassino, als junger Mann Übertritt zu den Dominikanern.